# Ejército veneciano
El ejército veneciano fue primero el ejército de la ciudad de Venecia y luego de la Serenísima República.
Inicialmente consistió principalmente en compañías de fortuna, pero a partir del siglo XVI se estableció un cuerpo de milicias territoriales, cernide (milicia de campesinos del Veneto e Istria) y cranide (milicia proveniente de Dalmacia), a las que se agregó un núcleo de tropas regulares en el siglo XVIII.
Aunque menos famoso y utilizado que la marina veneciana, se usó sobre todo en la conquista de los dominios de tierra firme, así como instrumento defensivo del interior.

## sigloXV: las conquistas terrestres, las guerras con Milán y la Primera Guerra de Italia
Hasta principios del siglo XV el poder veneciano era exclusivamente marítimo, por lo que toda la organización militar del estado se centró en la flota y los cuerpos militares vinculados a ella: Arsenalotti (soldado de un arsenal), Schiavoni (soldado proveniente de regiones eslavas) y Fanti da Mar (infantería de mar). A este núcleo principal se agregaron los cuerpos de caballería suministrados por los dominios marítimos: Stradioti, Cimarioti y Sfaxioti.
Fue solo la conquista de los dominios del continente, desarrollada rápidamente a principios de siglo, lo que generó la necesidad de que el estado veneciano se equipara con un ejército terrestre. La solución, fue el masivo uso de compañías mercenarias, que garantizaba un peso menor en las finanzas públicas, ligado solo a los períodos de guerra, y una cierta confiabilidad, en comparación con la escasa experiencia de Venecia en las guerras de campaña. El recurso de las tropas mercenarias, sin embargo, planteaba al mismo tiempo un problema vinculado a una posible débil fidelidad de las mismas al estado. Mientras que, por un lado, el poder marítimo y el control completo de la laguna garantizaban la seguridad frente a posibles golpes de estado, por otro lado el control de un ejército mercenario confiado a los miembros del patriciado veneciano, más allá de que no dar garantías sobre la capacidad en la guerra terrestre, habría podido crear concentraciones de poder extremadamente peligrosas para los equilibrios políticos de la república. Por esta razón, en tiempos de guerra, cuando el reclutamiento de mercenarios fue masivo, se asignaba el título de Capitano Generale di Terraferma (Capitán General de Tierra firme) a los mismos capitanes mercenarios, dando a los nobles venecianos tareas de apoyo y control sobre el trabajo militar.

### Pandolfo Malatesta, Savelli y Galeazzo (1404-1405)
En 1404 Venecia entró en guerra contra los Carraresi de Padua, que amenazaban los territorios del Dogado y las rutas comerciales hacia y desde el interior. El mando fue confiado a Pandolfo Malatesta, nombrado Capitán General. En el 1405 el mando se transfirió a Paolo Savelli, que encontró pronto la muerte en el intento de tomar Padua. Le sucedió así pues en la carga de Capitán General Galeazzo Cattaneo de Grumello, bajo cuya dirección fue finalmente conquistada la ciudad de Padua, poniendo fin al gobierno de los Carraresi.

### Carmagnola (1425-1432)

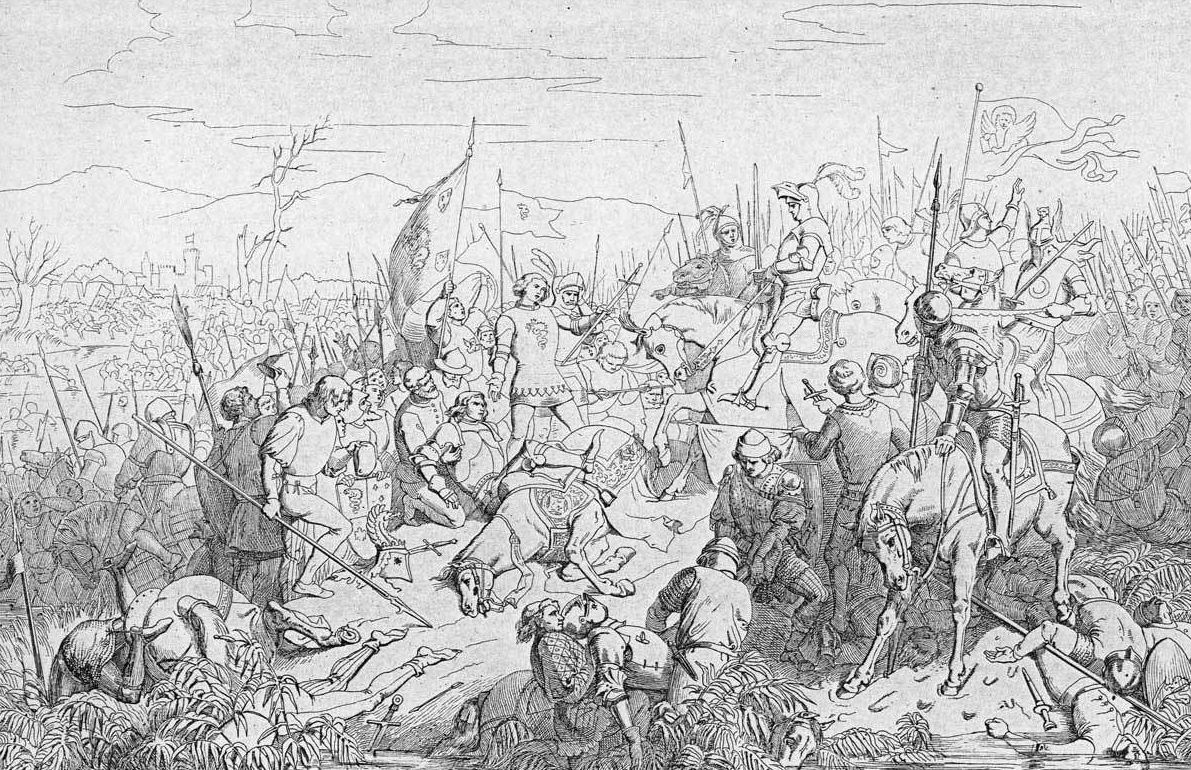
Batalla de Maclodio

En 1425 la República nombró capitán general a Francesco Bussone, conocido como il Carmagnola, en la guerra contra los Visconti, que terminó con la victoria en la batalla de Maclodio y la paz de 1428. Las hostilidades se reanudaron en 1431, cuando el condottiero Bartolomeo Colleoni fue llamado a servir en Venecia. Sin embargo, los graves contratiempos militares sufridos por los ejércitos venecianos durante este conflicto le costaron a Carmagnola el arresto primero, el 8 de abril de 1432, y finalmente la ejecución, el 5 de mayo del mismo año.

### Gattamelata (1434-1441)
Un nuevo capitán general se nombró en 1434, Erasmo de Narni conocido como Gattamelata, liderando la guerra contra Milán hasta 1441.

### Attendolo (1441-1448)
A Gattamelata le sucedió el condottiero Michele Attendolo, ya al servicio de la República de Florencia contra Milán. Durante su mando, el capitán de fortuna Scaramuccia de Forlì se puso bajo el estandarte veneciano distinguiéndose en 1436 en la liberación de Brescia del asedio visconti y en la liberación de Cremona en 1446. Después del breve acuerdo de paz firmado en 1447 con los Visconti, la reanudación del conflicto con la República Ambrosiana llevó a la grave derrota en la batalla de Caravaggio del 5 de septiembre de 1448, contra las fuerzas dirigidas por su primo Francesco Sforza; tal derrota costó a Attendolo la destitución y el encarcelamiento en la fortaleza de Conegliano. Venecia, por su parte, se recuperó de la derrota apoyando primero al propio Sforza en un intento por hacerse con el control de Milán, y luego abandonándolo abruptamente para firmar la paz con la República Ambrosiana.

### Malatesta (1449-1453)
Pronto la República se vio obligada a tomar las armas nuevamente, confiando el mando a Segismundo Pandolfo Malatesta, señor de Rimini, para que apoyara a Milán, amenazado por Sforza, quien, sin embargo, logró, en 1450, derrocar a la República Ambrosiana y ser proclamado Duque de Milán. El conflicto se prolongó hasta 1453 , cuando un tratado con el nuevo duque milanés llevó los límites a las condiciones anteriores al conflicto.

### Colleoni (1453-1475)
Desde 1448 a 1451, Venecia todavía se valió del servicio de Colleoni, quien, después de haber trabajado varias veces al servicio de la república ahora en manos de los Sforza, en 1453 fueron designados para encabezar los ejércitos de la Serenísima. La paz de Lodi firmada el año siguiente, sin embargo, obligó al condottiero a una larga inactividad, mientras permanecía al servicio de Venecia hasta su muerte, en 1475 .

### Sanseverino (1482-1485 y 1487)
En 1482, la república entró en conflicto con Ferrara en la Guerra de la Sal, declarando guerra el 2 de mayo de 1482 y al mismo tiempo se le confiaba el mando de las operaciones a Roberto Sanseverino, nombrado para la ocasión Luogotenente Generale y patricio veneciano,  asistido por el administrador Antonio Loredan y por Damiano Moro, capitán de la flota. Ocupó Rovigo y Polesine, el 6 noviembre venció en la batalla de Argenta y se procedió al cruce del Po. El 16 de mayo de 1483, enfrentados a la deserción de los aliados pontificios, Venecia contrató al duque Renato de Lorena, mientras nombraba Antonio Giustinian Capitán General en Po, pero pronto fue capturado por los ferrarenses. El conflicto concluyó con la paz de Bagnolo del 7 de agosto de 1484, que reconoció la ocupación de Polesine y Rovigo. Sanseverino luego abandonó las armas de Venecia en 1485 para colocarse bajo la insignia papal.
Venecia se quedó así de momento neutral en los conflictos italianos, hasta que en el abril de 1487 el arresto de todos los mercaderes venecianos en las tierras del Archiducado de Austria empujó a la república al conflicto. Se nombró capitán general al condottiero Giulio Cesare de Camerino, ayudado por los supervisores Pietro Diedo y Girolamo Marcello. La caída de Rovereto produjo que Venecia destituyera a Camerino, recontratando a Roberto Sanseverino, acompañado por su hijo Antonio. A pesar de la reconquista de Rovereto, la derrota del 10 agosto en el castillo de Petra provocó una retirada que le costó la vida al mismo capitán general, en el curso del paso del Adigio. Sin embargo, las graves pérdidas sufridas de parte de los alemanes, llevaron a la estipulación de un tratado de paz el 13 de noviembre del mismo año.

### Gonzaga (1489-1498)
En 1489 se le confió el mando a Francisco Gonzaga, con quien la primera guerra italiana contra Francia resultó victoriosa. Gonzaga dejó el servicio de Venecia al final del conflicto, en 1498, cuando, después de ser acusado de no haber capturado al rey de Francia Carlos VIII durante la batalla de Fornovo, se pasó al servicio de los enemigos de Venecia.

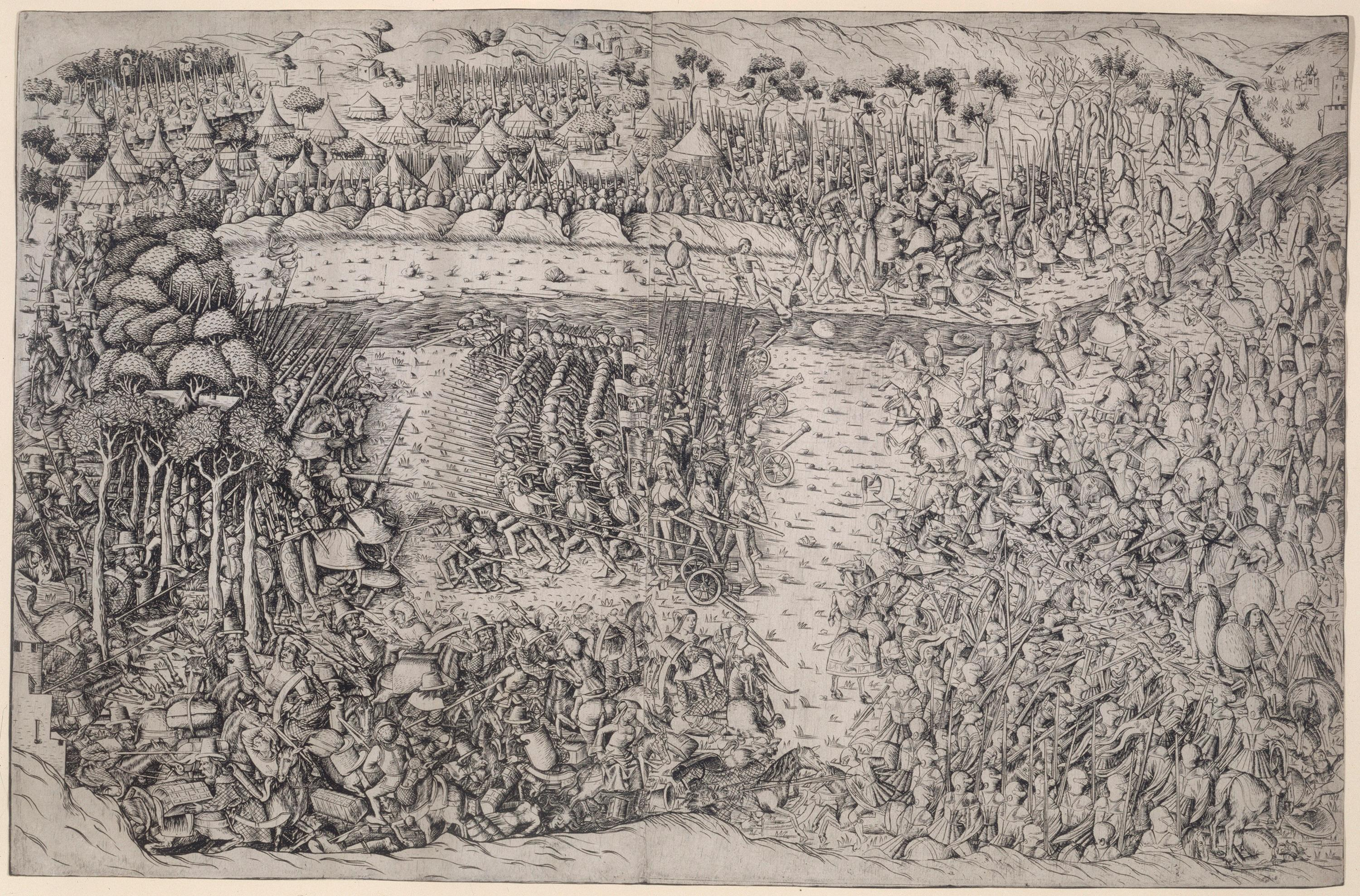
Batalla de Fornovo

## ElsigloXVI: laSegunda Guerra de Italia, laGuerra de la Liga de Cambraiy la primera reforma militar

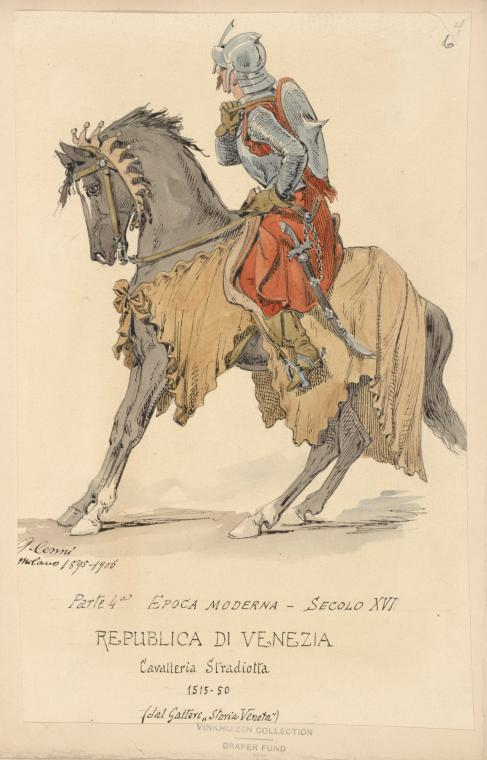
Caballería estradiota 1515-50.

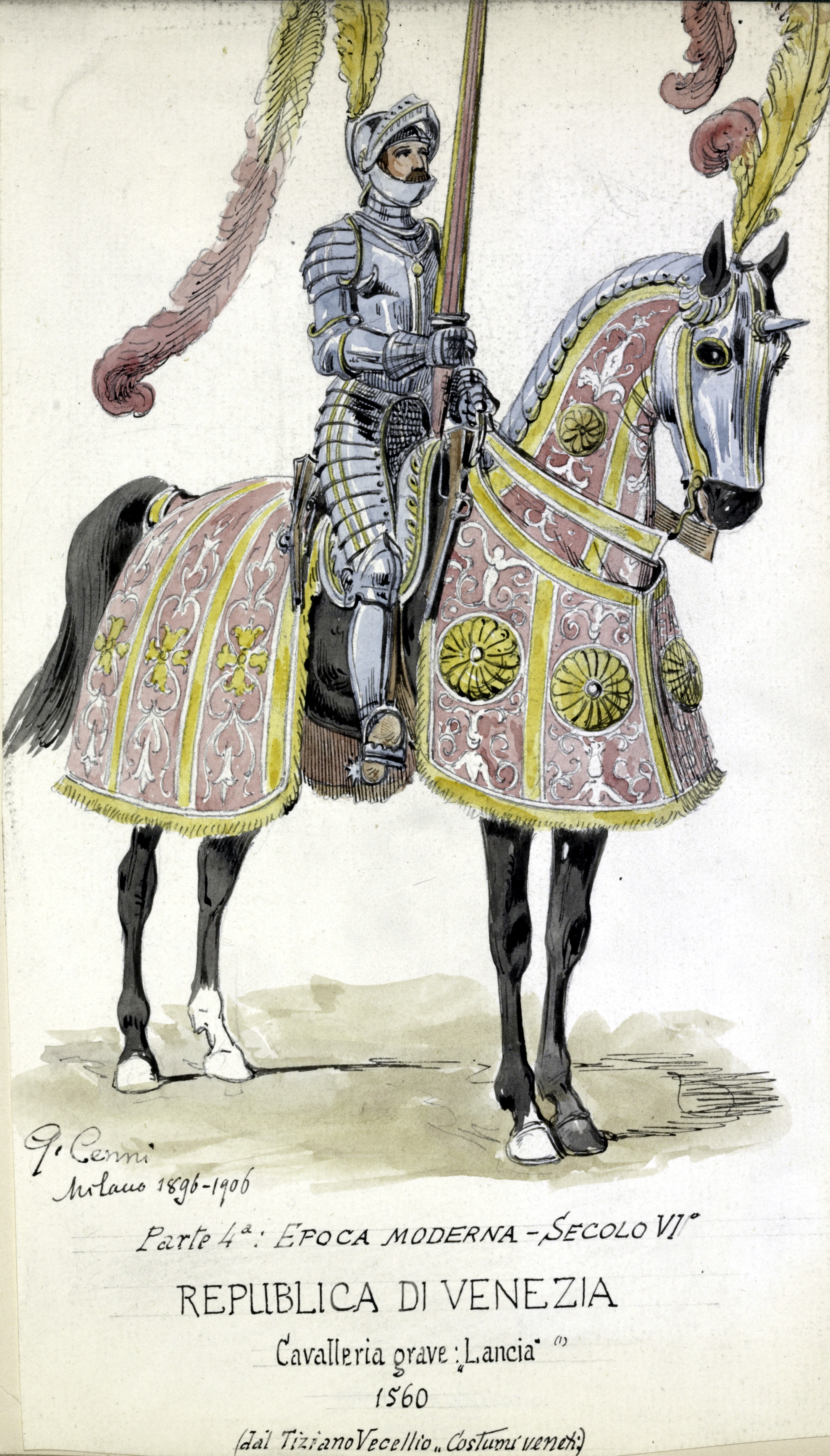
Caballería 1560

Con la creciente amenaza constituida por los Turcos y sus incursiones en los territorios venecianos, a menudo llevados a cabo con grupos pequeños y muy móviles, la república respondió con la constitución de milicias territoriales, capaces de movilizarse y desplegarse rápidamente. Así, en 1500 se establecieron las Craine en Dalmacia, milicias campesinas reclutadas rápidamente en caso de necesidad. Las largas y difíciles guerras en el extranjero con el Imperio Otomano, además de hacer necesaria esta innovación de la organización militar de ultramar, pesaron mucho en los arcas del estado, ya debilitados por la crisis del comercio oriental, presentando una Venecia fuertemente debilitada en lo que iba a ser uno de los períodos más difíciles de su historia militar.

### Pitigliano (1498-1509)
En 1498 se nombró capitán general a Niccolò Orsini de Pitigliano, quien pronto tuvo que llevar las armas de la Serenísima durante la segunda guerra de Italia, esta vez junto a los franceses, en contra del Ducado de Milán.
En 1509 estalló el más grande de los conflictos terrestres que involucraron a Venecia: la Guerra de la Liga de Cambrai, durante la cual Venecia debió aguantar a las mayores potencias europeas (Francia, el Sacro Imperio y España). La falta de apoyo de Pitigliano en la retaguardia veneciana comandada por su primo Bartolomeo durante la batalla de Agnadello, en la fase inicial del conflicto, causó a Venecia una derrota de tal magnitud que causó la pérdida total de las posesiones del continente y la retirada a la laguna.

### Gritti (1509)
Después de la grave derrota, Venecia se preparaba para ir al contraataque. El patricio Andrea Gritti, fue nombrado capitán general, y la república emprendió la laboriosa tarea de reconquistar sus poseciones en el continente, que comenzó con la captura de Padua. En 1510 murió Pitigliano, mientras Venecia se alió con el papa Julio II contra los franceses y los alemanes, entrando entonces en 1511 en la gran coalición antifrancesa de la Liga Santa.

### d'Alviano (1513-1515)
En 1513 , después del revocamiento de las alianzas que llevó a Venecia a tomar partido por Francia, fue nombrado capitán general Bartolomeo d' Alviano, liberado de la prisión en la que había permanecido desde los tiempos de Agnadello. Bajo su mando, Venecia se enfrentó a las fuerzas de la Liga Santa, hasta que logró la victoria decisiva en la batalla de Marignano el 13 de septiembre de 1515, que marcó el resultado del conflicto a su favor. Sin embargo, el condottiero murió durante el asedio de Brescia el 7 de octubre del mismo año, recibiendo funerales solemnes en Venecia .

### La creación de lasCernide
Por decreto del 23 de marzo de 1593 , la organización de las milicias territoriales se extendió a los dominios del continente, con la institución de las cernide. Estos cuerpos consistían en campesinos sometidos a entrenamiento militar periódico y elegidos ("cerniti" precisamente) entre las poblaciones locales, para un total de aproximadamente 30.000 hombres.
Estas fuerzas podrían integrarse, en caso de guerra, mediante el uso de cuerpos mercenarios.

## ElsigloXVIII: la creación del ejército regular

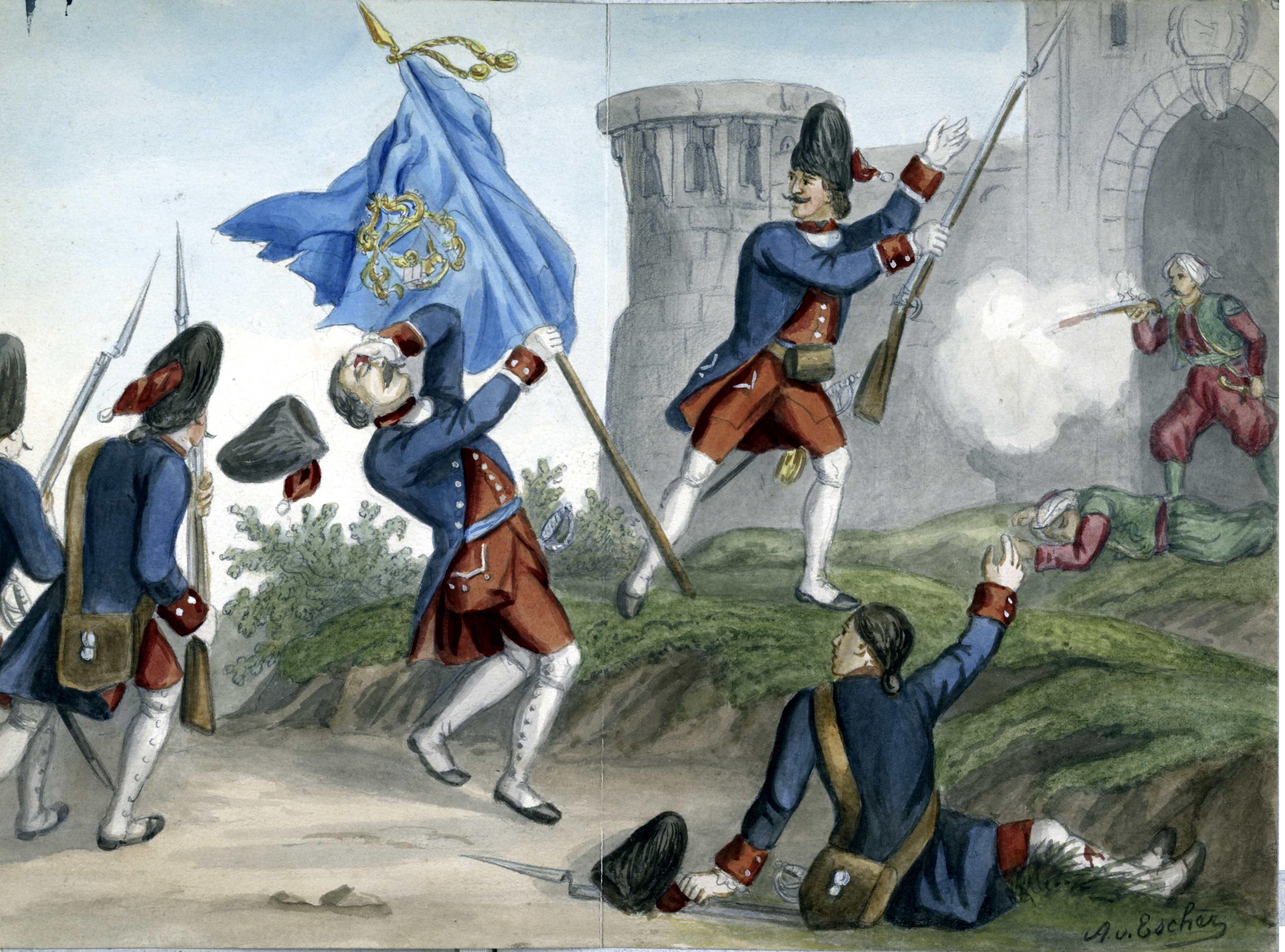
Granaderos 1717.

Durante la guerra de Morea, en torno al 1716, se contrataron algunos regimientos alemanes y tres regimientos suizos:
- Regimiento Salis
- Regimiento Muller
- Regimiento Stockar.

### Schulenburg y la reforma militar
El 26 de abril de 1729, el Senado aprobó la reforma militar propuesta por el mariscal, conde Schulenburg. Sobre la base de esta reforma, el ejército terrestre apareció en tiempos de paz compuesto por 20.460 hombres, divididos de la siguiente manera:
| Infantería | 18.500 hombres                                                                                  |                                              |
| N.º        | Tipo de unidad                                                                                  | Dimensiones                                  |
| ---------- | ----------------------------------------------------------------------------------------------- | -------------------------------------------- |
| 12         | Regimientos de infantería italiana (Veneto Reàl, II, III, IV, V, VI, VII, VIII, IX, X, XI, XII) | 9.600 hombres                                |
| 4          | Regimientos presidiali de infantería italiana (de Padua, de Verona, de Brescia, de Rovigo)      | 4.000 hombres                                |
| 8          | Regimientos de ultramar (schiavoni) de infantería balcánica                                     | 5.000 hombres teóricos, a menudo mucho menos |
| 3          | Compañías de veteranos Benemeriti                                                               | 360 hombres                                  |
| 3          | Compañías de infantería italiana en la plaza de Palma Nova                                      | 240 hombres                                  |
| 5          | Compañías presidiali de infantería griega para las plazas de Prévesa, Vonizza y Butrinto        | 300 hombres                                  |

| Caballería | 1.600 hombres                    |             |
| N.º        | Tipo de unidad                   | Dimensiones |
| ---------- | -------------------------------- | ----------- |
| 1          | Regimiento de coraceros          | 300 hombres |
| 1          | Regimiento de dragones           | 300 hombres |
| 2          | Regimientos de caballería croata | 600 hombres |
| 1          | Regimiento de estradiotes        | 400 hombres |

| Artillería | 200 hombres             |             |
| N.º        | Tipo de unidad          | Dimensiones |
| ---------- | ----------------------- | ----------- |
| 2          | Compañías de artillería | 200 hombres |

| Ingenieros | 160 hombres            |             |
| N.º        | Tipo de unidad         | Dimensiones |
| ---------- | ---------------------- | ----------- |
| 2          | Compañías de minadores | 80 hombres  |
| 2          | Compañías de apoyo     | 80 hombres  |

Schulenburg murió en Verona en 1749.
En 1759 también se estableció en Verona un colegio militar para la formación de oficiales. En 1770 se constituyó el Reggimento Veneto dell'Artiglieria. En 1780, el ejército se incrementó con la creación de un cuerpo de bombardieri de 500 hombres, a los que, en 1790, se agregaron dos nuevos regimientos (XIII, XIV) de infantería italiana, lo que elevó el total de fuerzas terrestres a 22.560 hombres. No se enumeraban en esto, los cuerpos de carabineros, lanzas rotas y alabarderos que fungían como guardia de honor de los magistrados.
En caso de guerra, se podía aumentar el número de tropas, confiando en las poblaciones de las provincias y en las obligaciones de los suministros militares relacionados con la nobleza de los diversos regimientos, lo cual daba hasta 48.000 hombres.

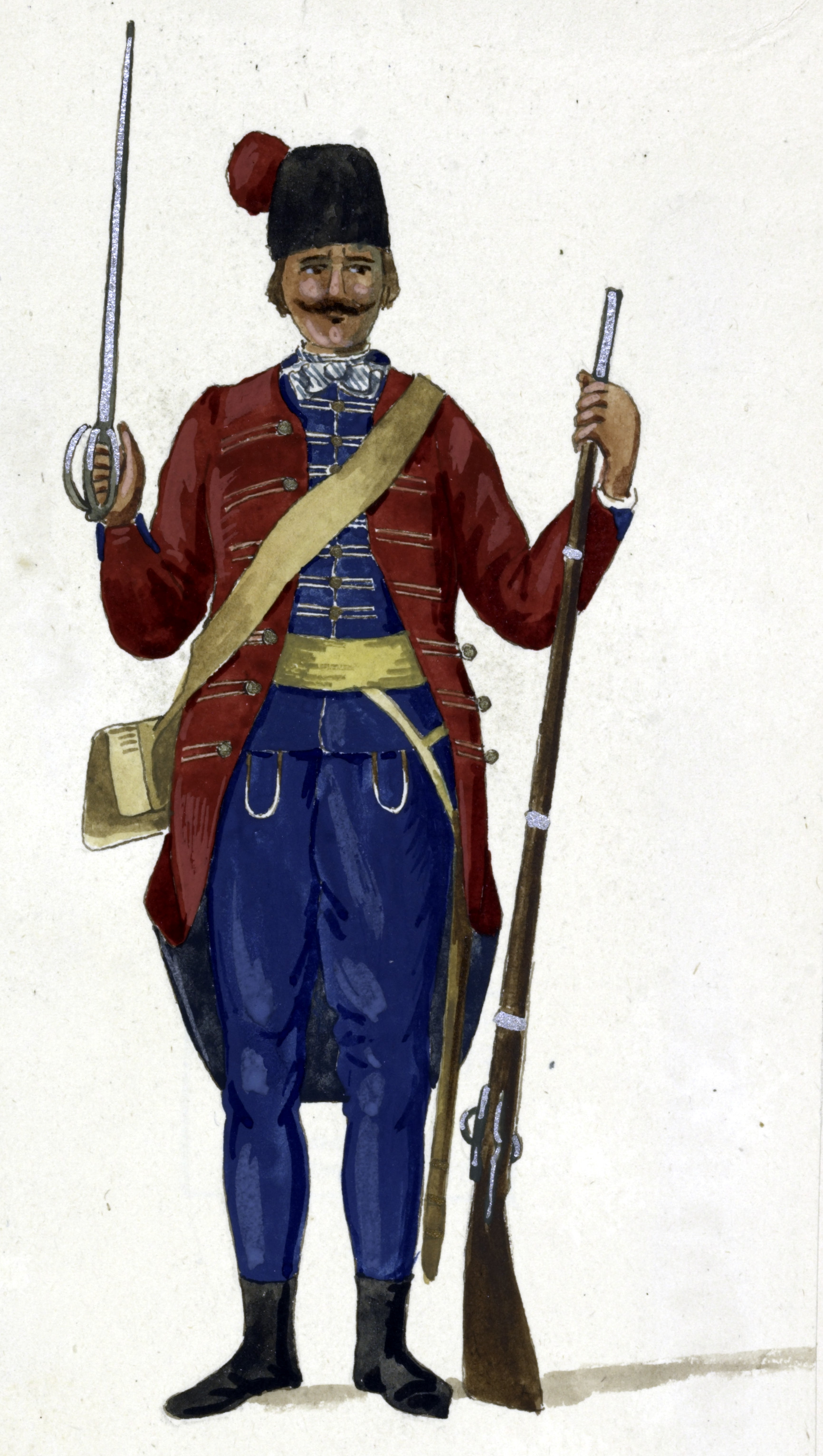
Milicia Schiavoni,.

Al ejército se debían luego añadir las milicias territoriales, representadas por las cernide del continente (24.000 hombres) y las cranide de Dalmacia. Además, se podía contar los refuerzos de los once regimientos ultramarinos también conocidos como Schiavoni (aproximadamente 8.800 hombres) y de las compañías de Arsenalotti, siempre que fuera posible. Finalmente también se podía recurrir a contingentes de caballería de ultramar.
Al final de la república el instrumento militar veneciano era notable para los promedios italianos (era el tercer ejército más grande de Italia), pero no era adecuado para los retos de las guerras napoleónicas, especialmente por su subvaloración de la artillería de campaña, los ingenieros y la caballería. Los regimientos de infantería resultaron ser extremadamente pequeños, ciertamente manejables (muy útil en ambientes montañosos o en la guerra anfibia), pero poco prácticos para los enfrentamientos en llanura, especialmente contra los gigantescos regimientos austriacos (2.200-2.800 hombres aproximadamente a pleno rendimiento) o con las medio-brigadas francesas, también muy móviles porque se basaban en batallones de propósitos múltiples (con infantería de línea, cazadores y granaderos, capaces de luchar tanto en escaramuzas, como en línea y en una columna de asalto). El cuerpo de oficiales estaba bien preparado a nivel teórico, aunque las promociones generalmente se otorgaban solo por antigüedad; y de hecho los oficiales comandantes y superiores eran, en promedio, muy viejos, con pocos coroneles sin ser ya canosos y con numerosos oficiales inferiores que envejecían sin ninguna posibilidad de avanzar de rango. Además, la mayor parte del cuerpo de oficiales estaba ocupada por nobles de la parte continental o pequeños aristócratas eslavos (más de "nobleza de facto" que de derecho), así como por varios extranjeros (suizos, alemanes), a pesar de que la apertura de diversas iniciativas académicas para la formación de oficiales, esta permaneció cerrada en círculos exclusivos. Esta limitación de casta se traducía también en una limitación al reclutamiento y a la valorización del talento y del mérito. Entre los oficiales inferiores más jóvenes, se difundieron ideales de la Ilustración y los jacobinos, también cundió el malestar de los súbditos del continente y ultramar en las confrontaciones con sus mandantes, que se acompañaban a deseos de modernización militar, pero que era mal visto por la república aristocrática. Detrás de una fachada de fuerza había, por lo tanto, no pocas debilidades. La república, después de 1718, ya no pensó en resolver militarmente sus disputas continentales, y solo ocasionalmente movilizó la flota. Muchos de los mejores armeros e inventores de la república comenzaron a trabajar para potencias extranjeras (especialmente el Imperio Austriaco), precisamente porque el gobierno veneciano estaba poco interesado en la modernización. Los medios militares continentales venecianos, especialmente después de 1748, habían disminuido tanto en eficiencia como en eficacia, mantenían más que nada en función del orden público interno y de disuasión hacia el imperio Otomano; esta contracción no tuvo comparación con el instrumento militar de principios del siglo XVIII como en el caso de ejércitos extranjeros, especialmente de dos potencias hostiles como la Francia revolucionaria y el Imperio Austriaco, que tenían incomparablemente ejércitos más grandes y eficientes a fines del siglo XVIII, entrenados, cohesionados y mejor armados que en el siglo anterior.